# KDM
KDM（KDE 顯示管理器，KDE Display Manager）是一個用於類 Unix 作業系統的圖形登入界面。KDM 提供使用者在每次登入時，選擇他們的工作階段類型。它使用 Qt 並可透過系統設定配置。它還提供主題和使用者圖片。
一個簡單的 KDM 登入對話框在左邊有一個使用者列表。在底部，有一系列按鈕提供命令來關閉和重新啟動電腦，重新啟動 X 伺服器或開啟一個工具來管理使用者。

## 外部連結
- KDM 手冊（页面存档备份，存于）
- KDM 主題 (Kde-look.org)